# Centre hospitalier de Carpentras
Le Centre hospitalier de Carpentras fait partie du premier pôle santé public-privé ouvert en France en 2002 et initié par le Centre Hospitalier, la Clinique Saint-Gerard et la Polyclinique Saint-Andre.

## Historique
Les besoins de modernisation de l'Hôtel-Dieu de Carpentras nécessitaient à la fois de la place et un bâtiment plus moderne. La décision fut prise de l'implantation d'un pôle santé, mi-privé mi-public, à la sortie ouest de la ville,. L'emplacement permettait une accessibilité, par la voie rapide en provenance d'Avignon, et le contournement de Carpentras.
Le centre hospitalier de Carpentras est un établissement public de santé faisant partie intégrante du premier Pôle Santé Public-Privé en France ouvert en 2002.
Le Pôle Santé est un site géographique regroupant plusieurs établissements de soins, de statuts différents: publics, privés ou associatifs, mais tous indépendants :

- Le Centre Hospitalier de Carpentras (médecine, gériatrie, urgences, maternité, gynécologie)
- La Clinique Synergia Ventoux (chirurgie)
- Le Centre d'Imagerie Médicale (radiologie, scanner, IRM)
- Antenne du Centre Hospitalier Spécialisé de Montfavet (unité de psychiatrie)
- Le Centre de Soins de Suite et de Réadaptation Le Mylord (soins de suite et de réadaptation)
- L'Association de Traitement de l'Insuffisance Rénale : ATIR (dialyse et auto-dialyse)

Cette offre diversifiée et non concurrentielle offre à la population de Carpentras et du Comtat Venaissin, une palette de soins complète et complémentaire, y compris dans des secteurs spécialisés de pointe.
Il est aussi en direction commune avec le centre hospitalier de Sault et l'EHPAD de Bédoin.

## Offre de soins

### Services offerts
Le Centre Hospitalier assure les urgences, la gynécologie, l'obstétrique, la médecine (polyvalente et infectieuse), le court séjour gériatrique, les soins de longue durée (USLD), les soins infirmiers à domicile (SSIAD).
Le centre hospitalier de Carpentras gère également l'Etablissement d'Hébergement pour Personnes Agées Dépendantes (EHPAD) de La Lègue à Carpentras composé de 100 chambres, située au quartier "La Lègue".
Un service de soins infirmiers à domicile est également attaché à l'hôpital, composé de quatre infirmiers diplômés d'état, dans le but de limiter au maximum les placements hospitaliers. Il a une influence cantonale élargie, au pied du Mont Ventoux, sur les communes de Carpentras, Mazan, Monteux, Sarrians, Loriol-du-Comtat, Canton de Sault, Aubignan, Saint-Hippolyte-le-Graveyron, Caromb, Mormoiron, Bédoin, Crillon-le-Brave, Modène, Saint-Pierre-de-Vassols, Flassan, Villes-sur-Auzon, Blauvac, Méthamis, Malemort-du-Comtat.

### Consultations externes spécialisées
- Addictologie
- Cardiologie
- CDAG (Centre de Dépistage Anonyme et Gratuit)
- Diététique
- Endocrinologie
- Gérontologie
- Gynécologie
- Hématologie
- Infectiologie
- Néphrologie
- Neuropsychologie (consultation mémoire)
- Obstétrique
- Oncopsychologie
- Planning familial
- Pneumologie
- Santé publique
- Tabacologie

### Unité de Sénologie du Ventoux
Cette unité est le résultat d’une coopération entre le Centre Hospitalier et la clinique Synergia Ventoux sous forme de groupement de coopération sanitaire (GCS).

Elle propose à la population de Carpentras et du Comtat Venaissin une prise en charge optimale de la pathologie cancéreuse du sein et pelvienne en respectant les référentiels recommandés par l’Institut National du Cancer (INCA) : 

- Diagnostic du cancer du sein et pelvien
- Consultation d’annonce avec le chirurgien et l’infirmière formée à ce dispositif
- Prise en charge chirurgicale
- Accompagnement personnalisé (infirmière référente, psycho oncologue)
- Réunion de concertation pluridisciplinaire à Avignon avec tous les spécialistes chargés du traitement (oncologue, radiothérapeute, chirurgiens)
- Information donnée concernant tous les soins de support (prise en charge de la douleur, la diététicienne, la psycho oncologue, l’assistante sociale, la kinésithérapie, etc.) et des soins de bien-être et d’accompagnement (socio esthétique, visiteuse de la Ligue, essai de prothèses mammaires et capillaires, activité physique adaptée…) soit par un flyer, soit par un kiosque ouvert au public.

## Pour approfondir